# Leontynowo
Leontynowo – osada leśna w Polsce, położona w województwie kujawsko-pomorskim, w powiecie tucholskim, w gminie Gostycyn w pobliżu rzeki Kamionki.
W latach 1975–1998 miejscowość administracyjnie należała do województwa bydgoskiego.